# 山本聖悟
山本 聖悟 (やまもと せいご、韓国名：キムソンオ、ハングル：김성오、1995年10月11日 - ) は、日本の総合格闘家。愛知県一宮市出身。現韓国BLACK COMBATバンタム級3位。元GRACHANフライ級ランキング1位。Team CLOUD所属。

## 来歴
9歳の頃より空手を学び心身を鍛えるも、中学3年で暴走族に入り、17歳で総長になるなど、地元で喧嘩に明け暮れ、少年院に入る結果に。
退所後は、何の資格もない自分への劣等感に苛まれていたが、15歳の頃に出場した地下格闘技大会で出会った朝倉未来から「また頑張ろうよ。俺たちまだ若いんだから」とメッセージをもらったことをきっかけに、不良仲間との関係を断ち格闘家への道を邁進。
2014年10月19日、プロデビュー戦となったDEEPで中根佑太と対戦し、判定0-3で判定負けを喫した。
2019年11月9日、ROAD FC56でパク・ソクハンと対戦し、1R2分45秒で右ストレートからのパウンドでTKO勝ちを収めた。
2021年3月21日、RIZIN.27で村元友太郎と対戦し、1R2分37秒で右ストレートでTKO負けを喫した。
2021年7月4日、DEEP 102 IMPACTで藤田大和と対戦し、3R2分43秒で右ハイキックからのパウンドでTKO負けを喫した。
2022年5月14日、ROAD FC 60でイ・ジョンヒョンと対戦し、1R3分12秒で右ストレートでKO負けを喫した。
2024年4月20日、BLACKCOMBAT RISE02でイ・ソンチョルと対戦し、フライングニーキックで6秒TKO勝利し、歴代BLACKCOMBATで最短時間TKO記録を樹立した。 
2024年7月13日、BLACKCOMBAT11でパク・ソンジュンと対戦し、右ストレートからのサッカーボールキックで失神KO勝利を収め、試合後にガールフレンドにプロポーズをした。
2024年11月17日、RIZIN LANDMARK 10でアラン“ヒロ”ヤマニハと対戦し、1Rにボディへの打撃で効かせるも2Rにリアネイキッドチョークで一本負けを喫した。

## 人物
- 母が韓国人である韓国系日本人[9]。
- 総合格闘家でラッパーの芦澤竜誠と親交が深く共に練習もしており、お互いのセコンドにつく仲である[10]。
- 秋山成勲が大切にする弟子の一人であり、親しみがある[11]。
- もともと秋山成勲のSEXYAMAにちなんでLITTLE SEXYAMAというリングネームを使用したが[12]、復帰後にロックリーのリングネームを使用している。
- 好きな韓国料理はサムギョプサルと冷麺[要出典]。
- GUCCIを好んで愛用している。

## 戦績

### プロ総合格闘技
| 総合格闘技 戦績 | 総合格闘技 戦績 | 総合格闘技 戦績 | 総合格闘技 戦績 | 総合格闘技 戦績 | 総合格闘技 戦績 | 総合格闘技 戦績 |
| --------------- | --------------- | --------------- | --------------- | --------------- | --------------- | --------------- |
| 22 試合         | (T)KO           | 一本            | 判定            | その他          | 引き分け        | 無効試合        |
| 7 勝            | 4               | 0               | 3               | 0               | 1               | 0               |
| 14 敗           | 7               | 4               | 2               | 1               | 1               | 0               |

| 勝敗 | 対戦相手               | 試合結果                                        | 大会名                                               | 開催年月日     |
| ×    | キム・パイソン         | 1R 1:10TKO（パウンド）                          | BLACK COMBAT 13 【BLACK COMBAT】                     | 2025年4月12日  |
| ×    | キム・ジェウン         | 1R 3:08 TKO（サッカーボールキック→パウンド）    | BLACK COMBAT 13 【BLACK COMBATバンタム級王座決定戦】 | 2024年12月28日 |
| ×    | アラン“ヒロ”ヤマニハ   | 2R 3:07 リアネイキッドチョーク                  | RIZIN LANDMARK 10                                    | 2024年11月17日 |
| ○    | パク・ソンジュン       | 1R 3:30 KO（右ストレート→サッカーボールキック） | BLACK COMBAT11                                       | 2024年7月13日  |
| ○    | イ・ソンチョル         | 1R 0:06 KO（飛び膝）                            | BLACK COMBAT                                         | 2024年4月20日  |
| ○    | イ・ソンウォン         | 5分3R終了 判定3-0                               | BLACK COMBAT                                         | 2024年1月20日  |
| ×    | キム・ジョンフン       | 2R 0:39 TKO（グラウンドパンチ）                 | BLACK COMBAT 5                                       | 2023年2月4日   |
| ×    | 石司晃一               | 2R 2:27 TKO（右ストレート→パウンド）            | DEEP 109 IMPACT                                      | 2022年8月21日  |
| ×    | イ・ジョンヒョン       | 1R 3:12 KO（右ストレート）                      | ROAD FC 60                                           | 2022年5月14日  |
| ×    | 小野島恒太             | 5分3R終了 判定0-3                               | 修斗                                                 | 2021年10月5日  |
| ×    | 藤田大和               | 3R 2:43 TKO（右ハイキック→パウンド）            | DEEP 102 IMPACT                                      | 2021年7月4日   |
| ×    | 村元友太郎             | 1R 2:37 TKO（右ストレート）                     | RIZIN.27                                             | 2021年3月21日  |
| ○    | パク・ソクハン         | 1R 2:45 TKO（右ストレート→パウンド）            | ROAD FC56                                            | 2019年11月9日  |
| ○    | 佐々木洋               | 5分2R終了 判定3-0                               | GRACHAN X GLADIATOR                                  | 2018年12月2日  |
| ×    | 松場貴史               | 3R 3:53 TKO（パウンド）                         | GRACHAN36                                            | 2018年9月9日   |
| △    | 植木新                 | 5分2R終了0-0                                    | GRACHAN                                              | 2018年5月27日  |
| ×    | クラウディオ・ルーカス | 1R 4:09 リアネイキッドチョーク                  | HEAT                                                 | 2017年12月23日 |
| ×    | チャーリー・アラニス   | 2R 5:00 リアネイキッドチョーク                  | PXC56                                                | 2017年3月25日  |
| ×    | 児玉己吏人             | 2R 3:23 三角絞め                                | GRACHAN                                              | 2016年12月11日 |
| ×    | 津村尚之               | 2R 4:23 反則負け（グラウンド状態の膝蹴り）      | GRACHAN                                              | 2016年8月7日   |
| ○    | 植木新                 | 1R 2:14 KO（右ストレート）                      | GRACHAN                                              | 2016年5月22日  |
| ○    | 小龍DATE               | 5分2R終了 判定3-0                               | DEEP                                                 | 2016年3月27日  |
| ×    | 中根佑太               | 5分2R終了 判定0-3                               | DEEP                                                 | 2014年10月19日 |